# Великий Єнісей
Бій-Хем або Великий Єнісей (тув. Бии-Хем) — річка в республіці Тива, в Росії.

## Географія
Довжина близько 560 км. Бере початок з озера Кара-Булук. Гірська річка; її долина глибоко врізана, є пороги (Утинський, Бегрединський «кривун»). Зливаючись біля міста Кизила з річкою Малим Єнісеєм (Ка-Хемом), утворює річку Єнісей. Сплавна.